# Сицівиці
Сицівиці (пол. Sycewice) — село в Польщі, у гміні Кобильниця Слупського повіту Поморського воєводства.
Населення — 1053 особи (2011).
У 1975-1998 роках село належало до Слупського воєводства.

## Демографія
Демографічна структура станом на 31 березня 2011 року:
|          | Загалом | Допрацездатний вік | Працездатний вік | Постпрацездатний вік |
| -------- | ------- | ------------------ | ---------------- | -------------------- |
| Чоловіки | 522     | 115                | 376              | 31                   |
| Жінки    | 531     | 114                | 330              | 87                   |
| Разом    | 1053    | 229                | 706              | 118                  |